# Shana Moulton
Shana Moulton, född 17 juli 1976 i Oakhurst, Kalifornien, är en konstnär bosatt i New York som i sin konst undersöker samtidens jakt på lycka, hälsa och inre tillfredsställelse genom konsumtion. Hon är framförallt känd för filmsviten Whispering Pines som hon arbetat med i över 15 år där hon spelar karaktären Cynthia. I dessa filmer blandas en psykedelisk, eller surrealistiskt uttryck med humor, och de hämtar sin estetik från exempelvis reklam och barnprogram.

## Biografi
Shana Moulton växte upp i Oakhurst, Kalifornien. Hon gick på University of California, Berkeley och tog sin MFA vid Carnegie Mellon University. Hon har även studerat vid Skowhegan School of Painting and Sculpture och vid De Ateliers i Amsterdam, Nederländerna. Hon har varit artist-in-residence vid Harvestworks, New York (2008) och vid Lower Manhattan Cultural Council (2011), och hon har fått stipendier och medel från Experimental Television Center (2009), Foundation for Contemporary Arts (2009) och Harvestworks (2010). Idag är hon verksam i Brooklyn, New York.

## Whispering Pines
Whispering Pines är en videoserie i tio delar som följer karaktären Cynthias jakt på lycka, hälsa och inre tillfredsställelse genom konsumtion. Moultons alter ego Cynthia omger sig med New Age-föremål, läkemedel, träningsredskap och skönhetsprodukter. Många föremål i filmerna är i sin tur skapade av Moulton. Moulton menar att Cynthia är en del av henne, "Det är jag själv när jag står i badrummet och oroar mig för att jag åldras; det är jag själv när jag tittar i modemagasin... Jag tänker inte ens på henne som en karaktär."